# Smultronfingerört
Smultronfingerört (Potentilla sterilis) är en växtart i familjen Rosväxter.